# モロッコ (映画)

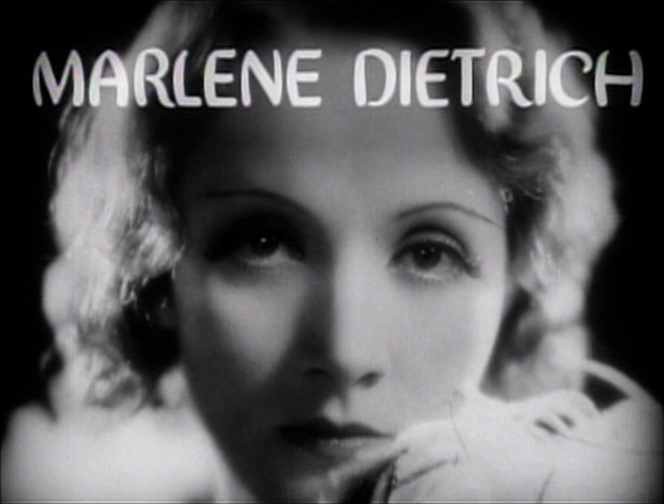
マレーネ・ディートリヒ(予告編から)

『モロッコ』（英語: Morocco, 北アフリカの国名）は、1930年（昭和5年）製作・公開、ジョセフ・フォン・スタンバーグ監督のアメリカ映画、トーキーである。ベノ・ヴィグニーの舞台劇『Amy Jolly』が原作。日本では、初めて日本語字幕が付されたトーキー作品としても知られている。

## 略歴・概要
1930年（昭和5年）、パラマウント映画が製作し、撮影は同年7月15日クランクイン、同年8月18日にクランクアップした。同年12月6日には同社の配給で、米国内で公開された。第4回アカデミー賞で監督賞にスタンバーグが、女優賞にマレーネ・ディートリヒが、美術賞にハンス・ドライヤーが、撮影賞にリー・ガームスがそれぞれノミネートされたが、いずれも受賞は逃した。
日本では、1931年（昭和6年）2月25日、同社の駐日オフィスが配給し、東京・有楽町の邦楽座（のちの丸の内ピカデリー）をはじめとする松竹系の劇場で公開されたが、本作の公開に当たり、台詞を日本語に翻訳し、スーパーインポーズでプリントに焼き付ける方式を日本で初めて採用した。田村幸彦が研究し、縦書き、1巻あたり30枚平均のタイトル原稿、というスタイルが編み出された。
当時の日本の興行界はサイレント映画が中心であり、全国の映画館には楽隊と活動弁士が常駐していた。トーキーのアメリカ映画を上映する際には、台詞を追いかけて弁士が日本語で解説したり、サウンドトラックをカットして音声を流さずに弁士が解説したり、吹き替え版を作成したりと苦心がなされていた。日本語字幕が付されたことで、本作の上映に関しては、弁士が不要となってしまい、配給元のパラマウント映画に抗議が行われた。結果的にはこの方式が現在に至る主流となっている。
なお、横溝正史の推理小説『悪魔の手毬唄』では、かつて舞台の村生まれの活動弁士が職を失ったという話にこの話題が出ており、章題に「恨みの「モロッコ」」と映画のタイトルまで付けられている。
本作は1992年（平成4年）、アメリカ国立フィルム登録簿に登録された。

## ストーリー
外人部隊に属するトム・ブラウン（ゲイリー・クーパー）は女たらしで有名である。次々に女を変えていたトムだが、ある日駐在しているモロッコの酒場で、アミー・ジョリー（マレーネ・ディートリヒ）という名の歌手に出会い、恋に落ちる。
しかし、セザール副官（ウルリヒ・ハウプト）が妻（イヴ・サザーン）とトムの関係を知ったことから懲罰の意味でトムは最前線に送られることになる。別れを告げるためにアミーの前に現れたトムだったが、金持ちのベシエール（アドルフ・マンジュー）が彼女に求婚していることを知り、彼女の幸せのためにとその場を後にする。
ベシエールと婚約することになったアミーだったが、トムが負傷したと聞くと、ベシエールにせがんで急いでトムが入院している病院に向かう。しかし、トムは怪我をしたふりをしていただけだった。アミーはトムと再会するが、トムは再び戦地に赴くことになっていた。
アミーはトムの部隊を見送る。しかし、部隊に付き従って行く女たちの姿を見たアミーはベシエールに別れを告げ、自分もその女たちとともにトムを追いかける。

## キャスト
| 役名             | 俳優                     | 日本語吹替                                                            | 日本語吹替               | 日本語吹替                          |
| 役名             | 俳優                     | NETテレビ版                                                           | 東京12ch版               | PDDVD版                             |
| ---------------- | ------------------------ | --------------------------------------------------------------------- | ------------------------ | ----------------------------------- |
| トム・ブラウン   | ゲイリー・クーパー       | 黒沢良                                                                | 津嘉山正種               | 加藤亮夫                            |
| アミー・ジョリー | マレーネ・ディートリヒ   | 藤波京子                                                              | 小沢寿美恵               | 岡本章子                            |
| ベシエール       | アドルフ・マンジュー     | 加藤和夫                                                              |                          | 宗矢樹頼                            |
| セザール副官     | ウルリヒ・ハウプト       | 家弓家正                                                              |                          | 新垣樽助                            |
| セザール夫人     | イヴ・サザーン           | 翠準子                                                                |                          | 中神亜紀                            |
| マネージャー     | ポール・ポルカシ         | 相模太郎                                                              |                          | 遠藤純一                            |
| 軍曹             | フランシス・マクドナルド | 細井重之                                                              |                          | 原田晃                              |
| 不明 その他      |                          | 八奈見乗児 緑川稔 沢田敏子 辻村真人 水島晋 加藤正之 村松康雄 野本礼三 |                          | 木村雅史 瀬尾恵子 田中結子 織間雅之 |
|                  |                          |                                                                       |                          |                                     |
| 演出             | 演出                     | 山田悦司                                                              |                          | 大前剛                              |
| 翻訳             | 翻訳                     | 浅川寿子                                                              |                          | 瀬尾友子                            |
| 効果             | 効果                     | 赤塚不二夫                                                            |                          |                                     |
| 調整             | 調整                     | 栗林秀年                                                              |                          | 遠西勝三                            |
| 制作             | 制作                     | グロービジョン                                                        |                          | 株式会社マックスター                |
| 解説             | 解説                     | 淀川長治                                                              |                          |                                     |
| 初回放送         | 初回放送                 | 1972年6月11日 『日曜洋画劇場』 21:00-22:56                            | 1980年1月1日 23:42-25:30 |                                     |

## スタッフ・作品データ
- 製作 : ヘクター・ターンブル （ノンクレジット）[8]
- 監督 : ジョセフ・フォン・スタンバーグ
- 原作 : ベノ・ヴィグニー 戯曲『エーミー・ジョリイ』[9]
- 脚本 : ジュールス・ファースマン
- 撮影監督 : リー・ガームス
- 美術 : ハンス・ドライヤー
- 編集 : サム･ウィンストン （ノンクレジット）[8]
- B班監督 : ヘンリー・ハサウェイ （ノンクレジット）[8]
- 音楽 : カール・ハヨス （ノンクレジット）[8]

- フォーマット : 白黒映画 - スタンダード・サイズ（1.37:1） - モノラル録音
- 日本語版字幕 : 田村幸彦[9]
- 日本初回興行 : 有楽町・邦楽座

## 主な受賞歴

### アカデミー賞
ノミネート
アカデミー監督賞：ジョセフ・フォン・スタンバーグ
アカデミー主演女優賞：マレーネ・ディートリヒ
アカデミー美術賞：ハンス・ドライヤー
アカデミー撮影賞：リー・ガームス

## ラジオドラマ化
1936年6月に『ラックス・ラジオ・シアター』でラジオドラマ化された。主演はマレーネ・ディートリヒ、クラーク・ゲーブル。この番組はニューヨークのラジオ・シティにあるスタジオからブロードウェイの舞台劇をラジオドラマ化して放送していたが、1936年に番組の放送拠点をロサンゼルスに移し、ハリウッド発の第一回目の放送として行われた。

## 評価
小津安二郎は1947年の座談会にて「『モロッコ』では音が大変映画的に処理されていた。トーキーの魅力があの映画には多分にありました」と述べている。